# Czermin
Czermin (česky Čermín, německy Tschermin) je osada obnovená českými exulanty. Nachází se Polsku, v gmině Bralin, nedaleko Malého a Velkého Tábora. Dne 1. května 1764 bylo českým běžencům potvrzeno pruskými úředníky získání šedesáti zatím nevyměřených podílů v Čermíně do dědičného pachtu.

## Historie

### Zaniklá vesnice
První písemná zmínka o obci pochází z roku 1284. Čermín byl kdysi samostatnou farností, do které patřil i Milečín (Mielęcin, část Weronikopole, Polsko). K rozdělení vesnic došlo v roce 1617, kdy se milečínská vrchnost přiklonila ke kalvinismu. Po třicetileté válce zůstala z čermínského kostela stát jen dřevěná věž, budova kostela spadla. Čermín se dostal pod farnost Turkov (polsky Turków, německy Turkau), kam byl přemístěn i zvon z věže čermínského kostela. V roce 1736  koupil Čermín hrabě Ernst Johann Biron (1690–1772). Ten byl do šlechtického stavu povýšen nejprve carevnou Annou a poté i německým císařem Fridrichem Vilémem. Jeho kariéra na carském dvoře skončila v roce 1741, kdy byl odsouzen a poslán do vyhnanství na Sibiř. Jeho wartenberské panství bylo spravováno v letech 1742–1764 úředníky pruského krále Friedricha II. Velikého, který na tomto panství v baldovickém lese povolil výstavbu české kolonie Friedrichův Tábor (1749). Vesnice Čermín byla v listopadu 1763, kdy ji pruští úředníci přidělili českým pobělohorským exulantům, zpustlá a v ruinách.

### Vznik a zánik české kolonie
Po roce 1762 byl hrabě Ernst Johann Biron rehabilitován ruským carem Petrem III. a v září roku 1764 získal zpátky své zkonfiskované wartenberské panství. Kolonizací svého panství českými exulanty se cítil poškozen, proto byl odškodněn. Čermínští osadníci byli na kdysi obdělávaném území zatíženi třikrát vyššími dávkami než Táborští a tyto povinnosti jen s obtížemi plnili. V roce 1772 bylo obděláno jen 41 z 60 naplánovaných parcel, postaveno bylo jen 13 obytných domů a Čermínským hrozilo, že budou z panství vykázani. Dne 22. 9. 1776 byl ve Velkém Friedrichově Táboře vysvěcen český kostel, k jehož reformovanému sboru Čermín patřil. V roce 1876 se Velký Friedrichův Tábor stěhoval na jiné místo a na společném českém hřbitově se muselo přestat pohřbívat. Nový hřbitov byl daleko, proto byl v Čermíně „na kopci“ založen v roce 1886 vlastní hřbitov. Škola byla v Čermíně od roku 1834. V roce 1911 učili v čermínské škole dva učitelé 163 dětí. Ve škole se od roku 1873 (Dolní Slezsko) vyučovalo jen německy. Po první světové válce připadlo toto území nově vytvořené druhé Polské republice. Po vypuknutí druhé světové války byl Čermín úředníky přejmenován na Bornheim a anektován zpátky do Německa. Po skončení této války připadlo území dle Postupimské dohody Polské republice a následovalo okrádání, lynčování a vyhánění českých i německých obyvatel, Polsko neuznávalo a netolerovalo národnostní menšiny. Češi z obou Táborů a Čermína si svůj přesun zorganizovali sami prostřednictvím Sboru českých exulantů i navrátilců z Polska. V Československu byli přiděleni do vesnic na Bezdružicko (Kohoutov, Zhořec, Pačín, Kamýk aj.) – a to ještě před odsunem německých obyvatel.

### Čermínská iniciativa při vzniku města Zelov
Předci Alexandra Petrozelina byli kazateli Jednoty bratrské a v exilu žili od sedmnáctého století. Jejich potomek Alexandr Petrozelin byl zadlužený český podnikatel, který se v exilu pohyboval v kruzích zchudlé šlechty, odkud získával informace. V listopadu 1802 navštívil Čermín a informoval obyvatele o možnosti koupě velkostatku Zelov. Přeplněné české kolonie trvale řešily otázku zaopatření svých dětí, proto uzavřely dne 20. 11. 1802 s Petrozelinem smlouvu na zprostředkování koupě Zelova za smluvenou provizi. Už v únoru 1803 stavěli Češi v Zelově své první domy a v červnu 1803 zaplatili původnímu majiteli Zelova J. Świdzińskiemu poslední splátku. Mezi prvními osadníky Zelova bylo 19 hospodářů z Čermína, Malého i Velkého Friedrichova Tábora, připojilo se 20 osadníků ze Sophienthalu a Bachovic, dále pak 14 rodin ze Sacken, dvanáct z Husince, deset z Erdmansdorfu, tři rodiny z Friedrichova Hradce i odjinud.

### Kučov
V roce 1818 Čermínští spolu s Táborskými a Zelovskými využili znovu služeb Alexandra Petrozelina při zakládání další české obce Kučov.